# Maria Rostovskaya

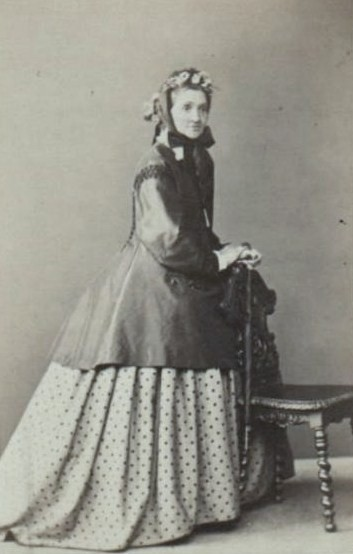
Maria Rostovskaya

Maria Fedorovna Rostovskaya, född 1814, död 1872, var en rysk författare. 
Hon var hovfröken till kejsarinnan Alexandra Feodorovna 1843-1845. 
Hon var främsta bidragsgivare av skrifter till barntidningen Snödroppen 1860-1862, och grundade 1864 tidskriften Familjekvällar, som utgav berättelser för barn, och var dess redaktör 1865 till 1870. 